# Wereldkampioenschap voetbal vrouwen 2023 (kwalificatie)
De kwalificatiewedstrijden voor het wereldkampioenschap voetbal vrouwen 2023 zullen plaatsvinden in 2021 en 2022. Er zijn 30 plaatsen beschikbaar op het eindtoernooi, waaraan 32 landen meedoen, met Australië en Nieuw-Zeeland als gastlanden die automatisch geplaatst zijn.
Het toernooi in 2023 is de eerste editie waarbij er 32 landen meedoen, tot 2019 deden er 24 landen mee. Met de uitbreiding van het aantal landen zal ook het aantal landen per confederatie verhoogd worden. De FIFA zal de verdeling hiervan op een later moment bekend maken.

## Gekwalificeerde landen

Gekwalificeerd voor het hoofdtoernooi
Land is uitgeschakeld
Deze landen trokken zich terug uit de competitie of zijn geschorst
Deze landen namen niet deel

| Team             | Gekwalificeerd als                                   | Datum            | Aantal keer gekwalificeerd | Aantal keer achter elkaar | Beste prestatie                           |
| ---------------- | ---------------------------------------------------- | ---------------- | -------------------------- | ------------------------- | ----------------------------------------- |
| Australië        | Gastland                                             | 25 juni 2020     | 8                          | 8                         | Kwartfinale (2007, 2011, 2015)            |
| Nieuw-Zeeland    | Gastland                                             | 25 juni 2020     | 6                          | 5                         | Groepsfase (1991, 2007, 2011, 2015, 2019) |
| Japan            | Halvefinalist Aziatisch kampioenschap 2022           | 30 januari 2022  | 9                          | 9                         | Kampioen (2011)                           |
| Zuid-Korea       | Tweede plaats Aziatisch kampioenschap 2022           | 30 januari 2022  | 4                          | 3                         | Achtste finale (2015)                     |
| China            | Winnaar Aziatisch kampioenschap 2022                 | 30 januari 2022  | 8                          | 3                         | Finalist (1999)                           |
| Filipijnen       | Halvefinalist Aziatisch kampioenschap 2022           | 30 januari 2022  | 1                          | 1                         | Debuut                                    |
| Vietnam          | Winnaar play-offs Aziatisch kampioenschap 2022       | 6 februari 2022  | 1                          | 1                         | Debuut                                    |
| Zweden           | Winnaar UEFA Groep A                                 | 12 april 2022    | 9                          | 9                         | Tweede plaats (2003)                      |
| Spanje           | Winnaar UEFA Groep B                                 | 12 april 2022    | 3                          | 3                         | Achtste finale (2019)                     |
| Frankrijk        | Winnaar UEFA Groep I                                 | 12 april 2022    | 5                          | 4                         | Vierde plaats (2011)                      |
| Denemarken       | Winnaar UEFA Groep E                                 | 2 mei 2022       | 5                          | 1                         | Kwartfinale (1991, 1995)                  |
| Verenigde Staten | Winnaar Noord-Amerikaans kampioenschap voetbal       | 7 juli 2022      | 9                          | 9                         | Kampioen (1991, 1999, 2015, 2019)         |
| Canada           | Tweede plaats Noord-Amerikaans kampioenschap voetbal | 8 juli 2022      | 8                          | 8                         | Vierde plaats (2003)                      |
| Costa Rica       | Vierde plaats Noord-Amerikaans kampioenschap voetbal | 8 juli 2022      | 2                          | 1                         | Groepsfase (2015)                         |
| Jamaica          | Derde plaats Noord-Amerikaans kampioenschap voetbal  | 11 juli 2022     | 2                          | 2                         | Groepsfase (2019)                         |
| Zambia           | Derde plaats Afrikaans kampioenschap voetbal         | 13 juli 2022     | 1                          | 1                         | Debuut                                    |
| Marokko          | Tweede plaats Afrikaans kampioenschap voetbal        | 13 juli 2022     | 1                          | 1                         | Debuut                                    |
| Nigeria          | Vierde plaats Afrikaans kampioenschap voetbal        | 14 juli 2022     | 9                          | 9                         | Kwartfinale (1999)                        |
| Zuid-Afrika      | Winnaar Afrikaans kampioenschap voetbal              | 14 juli 2022     | 2                          | 2                         | Groepsfase (2019)                         |
| Colombia         | Finalist Zuid-Amerikaans kampioenschap voetbal       | 25 juli 2022     | 3                          | 1                         | Achtste finale (2015)                     |
| Brazilië         | Finalist Zuid-Amerikaans kampioenschap voetbal       | 25 juli 2022     | 9                          | 9                         | Tweede plaats (2007)                      |
| Argentinië       | Derde plaats Zuid-Amerikaans kampioenschap voetbal   | 29 juli 2022     | 4                          | 2                         | Groepsfase (2003, 2007, 2019)             |
| Noorwegen        | Winnaar UEFA Groep F                                 | 2 september 2022 | 9                          | 9                         | Winnaar (1995)                            |
| Duitsland        | Winnaar UEFA Groep H                                 | 3 september 2022 | 9                          | 9                         | Winnaar (2003, 2007)                      |
| Engeland         | Winnaar UEFA Groep D                                 | 3 september 2022 | 6                          | 5                         | Derde plaats (2015)                       |
| Italië           | Winnaar UEFA Groep G                                 | 6 september 2022 | 4                          | 2                         | Kwartfinale (1991, 2019)                  |
| Nederland        | Winnaar UEFA Groep C                                 | 6 september 2022 | 3                          | 3                         | Tweede plaats (2019)                      |
| Zwitserland      | 1e beste winnaar UEFA play-offs                      | 11 oktober 2022  | 2                          | 1                         | Achtste finale (2015)                     |
| Ierland          | 2e beste winnaar UEFA play-offs                      | 11 oktober 2022  | 1                          | 1                         | Debuut                                    |
| Haïti            | Winnaar intercontinentale play-offs Groep B          | 22 februari 2023 | 1                          | 1                         | Debuut                                    |
| Portugal         | Winnaar intercontinentale play-offs Groep A          | 22 februari 2023 | 1                          | 1                         | Debuut                                    |
| Panama           | Winnaar intercontinentale play-offs Groep C          | 23 februari 2023 | 1                          | 1                         | Debuut                                    |

## Kwalificatie
Met de automatische kwalificatie van Australië en Nieuw-Zeeland als gastlanden kunnen 207 van de in totaal 209 aangesloten landen bij de FIFA zich inschrijven voor de kwalificaties, als ze ervoor kiezen om hieraan mee te doen. De kwalificatiewedstrijden worden tussen september 2021 en februari 2023 gespeeld.
Op 9 december 2019 kreeg Rusland van het World Anti-Doping Agency (WADA) een verbod van vier jaar voor deelname aan alle grote sportevenementen, nadat het RUSADA de dopingresultaten van atleten had gemanipuleerd. Echter kan het Russisch vrouwenelftal wel meedoen aan de kwalificatiewedstrijden, omdat het verbod alleen geldt voor deelname aan het eindtoernooi. In afwachting van een beslissing door de FIFA is het mogelijk dat Rusland zich nog steeds kan kwalificeren en mogelijk zelfs deel kan nemen aan het eindtoernooi. In dat geval kan het team dat Rusland vertegenwoordigt echter niet deelnemen onder de eigen vlag en met het volkslied, volgens de beslissing van het WADA.
Het besluit van de WADA werd door Rusland aangevochten bij het Hof van Arbitrage voor Sport (CAS), maar dat oordeelde in het voordeel van de WADA. Wel werd de schorsing gehalveerd van vier naar twee jaar. Tevens besloot het CAS dat Russische sporters ter vervanging van "Rusland" wel "neutrale sporter" of "neutraal team" op hun tenue mogen dragen. Wanneer Rusland zich zou weten te plaatsen voor het eindtoernooi, was het voor de vrouwelijke voetballers op het WK weer toegestaan om onder de naam van hun eigen land met hun eigen vlag en volkslied te spelen, in tegenstelling tot de mannelijke voetballers, omdat het verbod van de WADA op 16 december 2022 zou eindigen. Op 28 februari 2022 werden echter alle Russische teams door de FIFA en UEFA geschorst uit alle competities, vanwege de Russische invasie van Oekraïne. Op 2 mei 2022 maakte de UEFA bekend dat Rusland werd geschorst van het kwalificatietoernooi en dat alle resultaten ongeldig werden verklaard, waardoor groep E (waarin Rusland zat) met vijf teams verder zou gaan in plaats van zes.
| Confederatie | Kwalificatie via                                             | Beschikbare plaatsen | Aantal deelnemende landen | Aantal gekwalificeerde landen | Startdatum kwalificatie | Einddatum kwalificatie |
| ------------ | ------------------------------------------------------------ | -------------------- | ------------------------- | ----------------------------- | ----------------------- | ---------------------- |
| AFC          | Aziatisch kampioenschap voetbal vrouwen 2022                 | 5 + 1 (gastland)     | 27                        | 5 + 1                         | 17 september 2021       | 6 februari 2022        |
| CAF          | Afrikaans kampioenschap voetbal vrouwen 2022                 | 4                    | 43                        | 0                             | 18 oktober 2021         | 23 juli 2022           |
| CONCACAF     | Noord-Amerikaans kampioenschap voetbal vrouwen 2022          | 4                    | 32                        | 0                             | 16 februari 2022        | 20 juli 2022           |
| CONMEBOL     | Zuid-Amerikaans kampioenschap voetbal vrouwen 2022           | 3                    | 10                        | 0                             | 8 juli 2022             | 30 juli 2022           |
| OFC          | Oceanisch kampioenschap voetbal vrouwen 2022                 | 0 + 1 (gastland)     | 10                        | 0 + 1                         | 13 juli 2022            | 30 juli 2022           |
| UEFA         | Wereldkampioenschap voetbal vrouwen 2023 (kwalificatie UEFA) | 11                   | 51                        | 0                             | 16 september 2021       | 11 oktober 2022        |
| Play-offs    | Intercontinentale play-offs                                  | 3                    | (10)                      | 0                             | 17 februari 2023        | 23 februari 2023       |

## Intercontinentale play-offs
In de intercontinentale play-offs wordt tussen 18 en 23 februari 2023 gespeeld om de drie laatste beschikbare plaatsen op het wereldkampioenschap voetbal vrouwen 2023. Deze wedstrijden worden door Nieuw-Zeeland georganiseerd als voorbereiding op het eindtoernooi. Tijdens het toernooi zullen Nieuw-Zeeland en Argentinië vriendschappelijke wedstrijden spelen als onderdeel van het toernooi.
Bij de loting voor de play-offs werden de vier landen geloot volgens de FIFA-wereldranglijst, met een maximum van één geplaatst land per confederatie. Landen van dezelfde confederatie konden niet in dezelfde groep worden geloot. De winnaar van elke groep kwalificeert zich voor het eindtoernooi.

### Gekwalificeerde landen
| Confederatie | Geplaatst via                                       | Land                | FIFA-ranking |
| ------------ | --------------------------------------------------- | ------------------- | ------------ |
| AFC          | Tweede plaats play-offs Aziatisch kampioenschap     | Chinees Taipei      | 40           |
| AFC          | Derde plaats play-offs Aziatisch kampioenschap      | Thailand            | 41           |
| CAF          | Winnaars herkansingsronde Afrikaans kampioenschap   | Kameroen            | 58           |
| CAF          | Winnaars herkansingsronde Afrikaans kampioenschap   | Senegal             | 84           |
| CONCACAF     | Derde plaats Noord-Amerikaans kampioenschap Groep A | Haïti               | 56           |
| CONCACAF     | Derde plaats Noord-Amerikaans kampioenschap Groep B | Panama              | 57           |
| CONMEBOL     | Vierde plaats Zuid-Amerikaans kampioenschap voetbal | Paraguay            | 51           |
| CONMEBOL     | Vijfde plaats Zuid-Amerikaans kampioenschap voetbal | Chili               | 38           |
| OFC          | Winnaar Oceanisch kampioenschap                     | Papoea-Nieuw-Guinea | 50           |
| UEFA         | Nummer drie UEFA play-offs                          | Portugal            | 23           |

### Loting
Tijdens de loting voor de intercontinentale play-offs werden de landen ingedeeld op basis van de FIFA-wereldranglijst voor vrouwen, met een maximum van één geplaatst land per confederatie. Landen van dezelfde confederatie werden niet in dezelfde groep geloot. De loting vond plaats op 14 oktober 2022 om 12.00 (UTC+2) in Zürich, Zwitserland.
| Geplaatste teams                                                                                      | Niet-geplaatste teams                                                                           |
| --- | ----------------------------------------------------------------------------------------------- |
| 1. Portugal (23) (A1) 2. Chili (38) (B1) 3. Chinees Taipei (40) (C1) 4. Papoea-Nieuw-Guinea (50) (C2) | 1. Thailand (41) 2. Paraguay (51) 3. Haïti (56) 4. Panama (57) 5. Kameroen (58) 6. Senegal (84) |

### Groep A
|  | Halve finale                | Halve finale |                             |   | Finale | Finale |
|  |                             |              |                             |   |        |        |
|  |                             |              |                             |   |        |        |
|  |                             |              |                             |   |        |        |
|  |                             |              |                             |   |        |        |
|  | 22 februari 2023 – Hamilton |              |                             |   |        |        |
|  |                             |              |                             |   |        |        |
|  | Portugal                    | 2            |                             |   |        |        |
|  | Portugal                    | 2            | 18 februari 2023 – Hamilton |   |        |        |
|  |                             |              | Kameroen                    | 1 |        |        |
|  | Kameroen                    | 2            | Kameroen                    | 1 |        |        |
|  | Kameroen                    | 2            |                             |   |        |        |
|  | Thailand                    | 0            |                             |   |        |        |
|  | Thailand                    | 0            |                             |   |        |        |

#### Halve finale
|                                 |                               |         |          |                                                                              |
| 18 februari 2023 19:00 (UTC+13) | Kameroen                      | 2 – 0   | Thailand | Waikato Stadium, Hamilton Toeschouwers: 1.021 Scheidsrechter: Melissa Borjas |
| 18 februari 2023 19:00 (UTC+13) | Onguéné 79', 81' Bawou 90+12' | Verslag |          | Waikato Stadium, Hamilton Toeschouwers: 1.021 Scheidsrechter: Melissa Borjas |

#### Finale
|                                 |                                 |         |            |                                                                             |
| 22 februari 2023 19:30 (UTC+13) | Portugal                        | 2 – 1   | Kameroen   | Waikato Stadium, Hamilton Toeschouwers: 1.132 Scheidsrechter: Casey Reibelt |
| 22 februari 2023 19:30 (UTC+13) | Gomes 22' C. Costa 90+4' (pen.) | Verslag | 89' Nchout | Waikato Stadium, Hamilton Toeschouwers: 1.132 Scheidsrechter: Casey Reibelt |

### Groep B
|  | Halve finale                | Halve finale |                             |   | Finale | Finale |
|  |                             |              |                             |   |        |        |
|  |                             |              |                             |   |        |        |
|  |                             |              |                             |   |        |        |
|  |                             |              |                             |   |        |        |
|  | 22 februari 2023 – Auckland |              |                             |   |        |        |
|  |                             |              |                             |   |        |        |
|  | Chili                       | 1            |                             |   |        |        |
|  | Chili                       | 1            | 18 februari 2023 – Auckland |   |        |        |
|  |                             |              | Haïti                       | 2 |        |        |
|  | Senegal                     | 0            | Haïti                       | 2 |        |        |
|  | Senegal                     | 0            |                             |   |        |        |
|  | Haïti                       | 4            |                             |   |        |        |
|  | Haïti                       | 4            |                             |   |        |        |

#### Halve finale
|                                 |         |         |                                             |                                                                                    |
| 18 februari 2023 14:00 (UTC+13) | Senegal | 0 – 4   | Haïti                                       | North Harbour Stadium, Auckland Toeschouwers: 925 Scheidsrechter: Kateryna Monzoel |
| 18 februari 2023 14:00 (UTC+13) |         | Verslag | 45' K. Louis 55' Mondésir 64', 66' Borgella | North Harbour Stadium, Auckland Toeschouwers: 925 Scheidsrechter: Kateryna Monzoel |

#### Finale
|                                 |              |         |                       |                                                                                       |
| 22 februari 2023 14:00 (UTC+13) | Chili        | 1 – 2   | Haïti                 | North Harbour Stadium, Auckland Toeschouwers: 1.157 Scheidsrechter: Salima Mukansanga |
| 22 februari 2023 14:00 (UTC+13) | Rojas 90+11' | Verslag | 45+1', 90+8' Dumornay | North Harbour Stadium, Auckland Toeschouwers: 1.157 Scheidsrechter: Salima Mukansanga |

### Groep C
|  | Halve finale                | Halve finale |                             |   | Finale | Finale |
|  |                             |              |                             |   |        |        |
|  | 19 februari 2023 – Hamilton |              |                             |   |        |        |
|  |                             |              |                             |   |        |        |
|  | Chinees Taipei              | 2 (2)        |                             |   |        |        |
|  | Chinees Taipei              | 2 (2)        | 23 februari 2023 – Hamilton |   |        |        |
|  | Paraguay (w.n.s.)           | 2 (4)        |                             |   |        |        |
|  | Paraguay (w.n.s.)           | 2 (4)        | Paraguay                    | 0 |        |        |
|  | 19 februari 2023 – Auckland |              | Paraguay                    | 0 |        |        |
|  |                             | Panama       | 1                           |   |        |        |
|  | Papoea-Nieuw-Guinea         | Panama       | 1                           | 0 |        |        |
|  | Papoea-Nieuw-Guinea         |              |                             | 0 |        |        |
|  | Panama                      | 2            |                             |   |        |        |
|  | Panama                      | 2            |                             |   |        |        |

#### Halve finales
|                                 |                                                       |              |                                     |                                                                               |
| 19 februari 2023 14:00 (UTC+13) | Chinees Taipei                                        | 2 – 2 (n.v.) | Paraguay                            | Waikato Stadium, Hamilton Toeschouwers: 804 Scheidsrechter: Salima Mukansanga |
| 19 februari 2023 14:00 (UTC+13) | Lai Li-chin 21' Su Sin-yun 75'                        | Verslag      | 80' Quintana 81' Chamorro           | Waikato Stadium, Hamilton Toeschouwers: 804 Scheidsrechter: Salima Mukansanga |
| 19 februari 2023 14:00 (UTC+13) | Strafschoppen                                         |              |                                     | Waikato Stadium, Hamilton Toeschouwers: 804 Scheidsrechter: Salima Mukansanga |
| 19 februari 2023 14:00 (UTC+13) | Lai Li-chin Zhuo Li-ping Lee Hsiu-chin Pao Hsin-hsuan | 2 – 4        | Quintana Gauto M. Martínez Chamorro | Waikato Stadium, Hamilton Toeschouwers: 804 Scheidsrechter: Salima Mukansanga |

|                                 |                     |         |                    |                                                                                 |
| 19 februari 2023 19:00 (UTC+13) | Papoea-Nieuw-Guinea | 0 – 2   | Panama             | North Harbour Stadium, Auckland Toeschouwers: 746 Scheidsrechter: Casey Reibelt |
| 19 februari 2023 19:00 (UTC+13) |                     | Verslag | 12' Cox 63' Tanner | North Harbour Stadium, Auckland Toeschouwers: 746 Scheidsrechter: Casey Reibelt |

#### Finale
|                                 |          |         |               |                                                                              |
| 23 februari 2023 14:00 (UTC+13) | Paraguay | 0 – 1   | Panama        | Waikato Stadium, Hamilton Toeschouwers: 476 Scheidsrechter: Kateryna Monzoel |
| 23 februari 2023 14:00 (UTC+13) |          | Verslag | 75' L. Cedeño | Waikato Stadium, Hamilton Toeschouwers: 476 Scheidsrechter: Kateryna Monzoel |

### Vriendschappelijke wedstrijden
Tijdens het intercontinentale play-offstoernooi werden er een aantal vriendschappelijke wedstrijden ingepland voor de teams die geen wedstrijden speelden of uitgeschakeld waren. Deze wedstrijden hadden geen invloed op kwalificatie voor het eindtoernooi.
|                                 |               |         |                                                                |                                                                                       |
| 17 februari 2023 19:00 (UTC+13) | Nieuw-Zeeland | 0 – 5   | Portugal                                                       | Waikato Stadium, Hamilton Toeschouwers: 3.788 Scheidsrechter: Emikar Calderas Barrera |
| 17 februari 2023 19:00 (UTC+13) |               | Verslag | 17' J. Silva 42' (pen.) Do. Silva 63', 69' Capeta 79' T. Pinto | Waikato Stadium, Hamilton Toeschouwers: 3.788 Scheidsrechter: Emikar Calderas Barrera |

|                                 |                                                                   |         |       |                                                                     |
| 17 februari 2023 19:30 (UTC+13) | Argentinië                                                        | 4 – 0   | Chili | North Harbour Stadium, Auckland Scheidsrechter: Anna-Marie Keighley |
| 17 februari 2023 19:30 (UTC+13) | Stábile 40' Larroquette 49' (pen.) Rodríguez 71' Bonsegundo 90+3' | Verslag |       | North Harbour Stadium, Auckland Scheidsrechter: Anna-Marie Keighley |

|                                 |               |         |                             |                                                                        |
| 20 februari 2023 19:00 (UTC+13) | Nieuw-Zeeland | 0 – 2   | Argentinië                  | Waikato Stadium, Hamilton Toeschouwers: 3.622 Scheidsrechter: Lara Lee |
| 20 februari 2023 19:00 (UTC+13) |               | Verslag | 17' Larroquette 90' Cometti | Waikato Stadium, Hamilton Toeschouwers: 3.622 Scheidsrechter: Lara Lee |

|                                 |             |         |                     |                                                                   |
| 21 februari 2023 19:00 (UTC+13) | Thailand    | 1 – 1   | Senegal             | Waikato Stadium, Hamilton Scheidsrechter: Emikar Calderas Barrera |
| 21 februari 2023 19:00 (UTC+13) | Janista 17' | Verslag | 67' (pen.) Diakhaté | Waikato Stadium, Hamilton Scheidsrechter: Emikar Calderas Barrera |

|                                 |                                                                                           |         |                     |                                                                     |
| 23 februari 2023 13:00 (UTC+13) | Chinees Taipei                                                                            | 5 – 0   | Papoea-Nieuw-Guinea | North Harbour Stadium, Auckland Scheidsrechter: Anna-Marie Keighley |
| 23 februari 2023 13:00 (UTC+13) | Chen Yen-ping 29' Pao Hsin-hsuan 34' Su Yu-hsuan 37' Ting Chia-ying 65' Lee Hsiu-chin 76' | Verslag |                     | North Harbour Stadium, Auckland Scheidsrechter: Anna-Marie Keighley |

|                                 |               |         |                 |                                                                                    |
| 23 februari 2023 19:00 (UTC+13) | Nieuw-Zeeland | 0 – 1   | Argentinië      | North Harbour Stadium, Auckland Toeschouwers: 3.914 Scheidsrechter: Tatiana Guzmán |
| 23 februari 2023 19:00 (UTC+13) |               | Verslag | 77' Larroquette | North Harbour Stadium, Auckland Toeschouwers: 3.914 Scheidsrechter: Tatiana Guzmán |

## Topscorers
17 doelpunten
- Tessa Wullaert

15 doelpunten
- Lea Schüller

14 doelpunten
- Roselord Borgella

13 doelpunten
- Signe Bruun
- Beth Mead
- Nicole Billa

12 doelpunten
- Khadija Shaw

11 doelpunten
- Yessenia Flores
- Amaiur Sarriegi

10 doelpunten
- Tine De Caigny
- Ella Toone
- Ellen White
- Marie-Antoinette Katoto

9 doelpunten
- Fanni Vágó
- Esther González
- Coumba Sow

8 doelpunten
- Bethany England
- Georgia Stanway
- Batcheba Louis
- Cristiana Girelli
- Vivianne Miedema
- Jovana Damnjanović
- Lara Prašnikar
- Mariona Caldentey
- Phạm Hải Yến
- Ana-Maria Crnogorčević

7 doelpunten
- Sam Kerr
- Lai Li-chin
- Raquel Rodríguez
- Yeranis Lee
- Stine Larsen
- Lauren Hemp
- Katie McCabe
- Arianna Caruso
- Valentina Giacinti
- Jill Roord
- Rachel Furness
- Nikola Karczewska
- Mariem Houij
- Linda Motlhalo

6 doelpunten
- Yamila Rodríguez
- Janice Cayman
- Aniella Uwimana
- Denise O'Sullivan
- Trudi Carter
- Neddy Atieno
- Katty Martínez
- Lisa-Marie Karlseng Utland
- Ewa Pajor
- Nguenar Ndiaye
- Hildah Magaia
- Ji So-yun
- Kanyanat Chetthabutr
- Ramona Bachmann